# Johanneskirche (Sahlenburg)
Die Johannes-Kirche in Cuxhaven-Sahlenburg, Nordheimstraße 26 / An der Johanneskirche, besteht seit 1939.

## Geschichte
1939 hatte Sahlenburg 837 Einwohner. Das Anwachsen der Bevölkerung machte eine Kirche erforderlich. Im August 1939 wurde das verklinkerte Gemeindehaus mit Satteldach und Gottesdienstraum eingeweiht. Ende 1940 wurde sie von der Organisation Todt des Reichsministeriums für Bewaffnung und Munition beschlagnahmt.
Das Gebäude wurde 1946 wieder kirchlich genutzt; weitere Bauteile und Räume entstanden.
1947 wurde ein sehr einfacher offener Glockenturm aus Holz gebaut. Die erste Sahlenburger Glocke war eine Leihgabe aus Döse. 1966 wurde ein neuer quadratischer, teils offener Glockenturm aus Stahl mit spitzem schindelgedecktem Zeltdach gebaut. Das Geläut besteht nun aus drei Glocken. Die Glocke aus Döse wurde zurückgegeben.
Eine Besonderheit sind die Paramente (künstlerisch gestaltete Textilien) an Altar und Kanzlei. Die Antependien wurden entworfen und handgestickt von Pastor Gunter-Ortwin Kühnel, der von 1969 bis 1989 in Sahlenburg predigte. Das bronzene Kruzifix stammt von 1975. 2012 wurde die Kirche saniert, eine Zwischendecke entfernt und dabei im Inneren der hohe Dachstuhl offen sichtbar; der zuvor dunkle Saal wurde hell. Das Fenster mit den vier Evangelisten wurde dabei an die östliche Altarwand versetzt.

## Kirchengemeinde
Die evangelisch-lutherische Sahlenburger Kirchengemeinde gehört zum Kirchenkreis Cuxhaven-Hadeln der Evangelisch-lutherischen Landeskirche Hannover. Sie wurde 1969 selbständig; zuvor war sie mit der Kirche in Döse verbunden. Die Kirche wurde benannt nach dem Evangelisten Johannes.
Die Kirchengemeinde hat Angebote für Frauen, Ältere, Seniorengymnastik, Pfadfinder und ein Aktivteam zum Klettern an einer acht Meter hohen Kletterwand von 2003 im Vorraum (gen. Turm).
Seit 2018 besteht eine pfarramtliche Verbindung mit der Kreuzkirche Altenwalde.